# ALX4
ALX4 (англ. ALX homeobox 4) – білок, який кодується однойменним геном, розташованим у людей на короткому плечі 11-ї хромосоми. Довжина поліпептидного ланцюга білка становить 411 амінокислот, а молекулярна маса — 44 241.
| 10         |  | 20         |  | 30         |  | 40         |  | 50         |
| ---------- |  | ---------- |  | ---------- |  | ---------- |  | ---------- |
| MNAETCVSYC |  | ESPAAAMDAY |  | YSPVSQSREG |  | SSPFRAFPGG |  | DKFGTTFLSA |
| AAKAQGFGDA |  | KSRARYGAGQ |  | QDLATPLESG |  | AGARGSFNKF |  | QPQPSTPQPQ |
| PPPQPQPQQQ |  | QPQPQPPAQP |  | HLYLQRGACK |  | TPPDGSLKLQ |  | EGSSGHSAAL |
| QVPCYAKESS |  | LGEPELPPDS |  | DTVGMDSSYL |  | SVKEAGVKGP |  | QDRASSDLPS |
| PLEKADSESN |  | KGKKRRNRTT |  | FTSYQLEELE |  | KVFQKTHYPD |  | VYAREQLAMR |
| TDLTEARVQV |  | WFQNRRAKWR |  | KRERFGQMQQ |  | VRTHFSTAYE |  | LPLLTRAENY |
| AQIQNPSWLG |  | NNGAASPVPA |  | CVVPCDPVPA |  | CMSPHAHPPG |  | SGASSVTDFL |
| SVSGAGSHVG |  | QTHMGSLFGA |  | ASLSPGLNGY |  | ELNGEPDRKT |  | SSIAALRMKA |
| KEHSAAISWA |  | T          |  |            |  |            |  |            |

A: Аланін

C: Цистеїн

D: Аспарагінова кислота

E: Глутамінова кислота

F: Фенілаланін

G: Гліцин

H: Гістидин

I: Ізолейцин

K: Лізин

L: Лейцин

M: Метіонін

N: Аспарагін

P: Пролін

Q: Глутамін

R: Аргінін

S: Серин

T: Треонін

V: Валін

W: Триптофан

Кодований геном білок за функціями належить до активаторів, білків розвитку, фосфопротеїнів. 
Задіяний у таких біологічних процесах, як транскрипція, регуляція транскрипції. 
Білок має сайт для зв'язування з ДНК. 
Локалізований у ядрі.